# キンチャク (お笑いコンビ)
キンチャクは、浅本美加（現・YUKA）と安田由紀奈の2人で組んでいた、よしもとクリエイティブ・エージェンシー大阪所属の女性お笑いコンビ。

## メンバー
- 浅本美加（あさもと みか、1988年10月29日 -）愛称は「あーみー」「あさもっちゃん」等。

大阪府東大阪市出身。ツッコミ（たまにボケ）担当。立ち位置は向かって右、現・JM star ENTERTAINMENT所属のYUKA
身長：165.5cm  B83・W64・H90、血液型：O型。
- 安田由紀奈（やすだ ゆきな、1989年1月6日 -）愛称は「やっすぅ」「やっさん」「ゆっきーな」「ゆきな氏」等。

大阪市平野区出身。ボケ（たまにツッコミ）担当。立ち位置は向かって左。
身長：158.5cm  B78・W58・H82、血液型：O型。

## 略歴
- 2007年、NSC大阪校女性タレントコース3期生。
- 2007年、コンビ結成。
- 2008年、京橋花月PRの為に結成された『宇都宮まき＆京花ガールズ』に京花ガールズとして参加。[3]
- 2008年、わくわく宝島に、わくわく京橋花月ガールズとして参加。
- 2008年、NSC大阪校女性タレントコース強化生(特待生)。
- 2008年、よしもとグラビアエージェンシー（YGA）に2期生として加入。
- 2009年3月、NSC大阪校女性タレントコース卒業オーディション合格。
- 2009年10月、志摩スペイン村カウントダウン2010 キャンペーン隊
- 2009年11月、よしもとグラビアエージェンシー（YGA）を卒業。
- 2010年1月、つぼみのリーダーに就任。[4][5]
- 2012年3月17日、「キンチャク卒業式〜つぼみからたくさんのありがとう〜」をもって、つぼみを卒業。同時にコンビも解消。ソロで活動を継続する（後に浅本は2013年3月をもってよしもと退社、同年12月に韓国でアイドルデビューし現在の芸名「YUKA」に改名した）

## エピソード
- NSC大阪校女性タレントコースの授業の一環で「M-1に挑戦する」というのがあり、そのときにコンビを結成した。
- 「一緒に漫才やろう」と誘ったのは浅本からで、苦手なタイプの浅本から誘われた安田は内心「罰ゲームが始まった…」と思い嫌だった。浅本は、他の人に安田を取られると思い必死で誘い、コンビを組む事となった。[6]
- コンビ名は、『巾着』[7]⇒『KingChack』[8]を経て『キンチャク』となった。[1]。
- 「うっとうしい。普段は、あさもっちゃんの事考えたくない。」と安田に言われた事を、ラジオで浅本は語っていた。ただ安田は浅本を尊敬していた。[9]
- 安田由紀奈の通っていたジムに浅本美加が通い始めたが、スパーリングで本気でやりあってしまうので、安田がジムを変えた。
- 2012年3月17日にインディペンデントシアター2nd（大阪日本橋）で行われた「キンチャク卒業式〜つぼみからたくさんのありがとう〜」内のフリートークにて「自分たち以外の同期はみんな（吉本から）いなくなって（女性タレントコース3期生で）残っているのはキンチャクだけ」と安田が述べていた、その後浅本が吉本を退社した為、安田が女性タレントコース3期生で唯一吉本に在籍しているタレントとなってしまった。

## 芸風

### ネタ
- キンチャクのマスボクシング
- ボクシング漫才
  - ボクシングをしながら漫才を行う。
- CMオーディションで必死な奴
- バレーボール部先輩後輩
- 〜ドル
  - さまざまな特徴のあるアイドルを演じる。
- アイス好き

## 受賞歴
- 2009年6月、NSC道場お笑い番付⇒16日：9位。
- 2009年8月、第30回 今宮子供えびすマンザイ新人コンクール 決勝進出。決勝順位：14位。
- 2009年8月、第2回キングオブコント2回戦進出。
- 2009年11月、第9回M-1グランプリ2回戦進出。
- 2009年11月、NSC道場お笑い番付⇒16日：5位。
- 2009年12月、NSC道場お笑い番付⇒7日：15位 / 11日：8位
- 2010年11月、最終回M-1グランプリ2回戦進出。

## オリジナルソング
| 曲名                           | 作詞                         | 作曲                         |
| ------------------------------ | ---------------------------- | ---------------------------- |
| ジンジャーブレッドのプディング | ロバート古田とブライアン矢野 | ロバート古田とブライアン矢野 |
| 無理！！                       | ロバート古田とブライアン矢野 | ロバート古田とブライアン矢野 |

## 出演

### テレビ
（キンチャクとして）
- Y.J.A <よしもと情報エージェンシー>（K-CATチャンネル）

（浅本のみ）
- かんさいすきま情報社（K-CATチャンネル）秘書役で出演。

過去の出演
（キンチャクとして）
- @あっと!テレわか（テレビ和歌山、リポーター）
- あらびき団（TBSテレビ）
- 千鳥のぼっけぇTV!（GAORA）

（浅本のみ）
- むちゃぶり!
- Thanks!（高槻ケーブルネットワーク）

### インターネット動画
- 桜・稲垣早希とキンチャクの袋とじ (ニコニコ動画310ch、桜・稲垣早希とつぼみのニコニコ開花宣言ちゃんねる)[10]

### ラジオ
（浅本のみ）
- ヨシモト*chatterbox!金曜日（YES-fm、2009年11月 - 2012年4月）

（安田のみ）
- ヨシモト*chatterbox!水曜日（YES-fm）

過去の出演
（浅本のみ）
- ABCミュージックパラダイス（ABCラジオ、パーソナリティ、2007年10月3日-2008年3月26日、2008年10月1日-2009年7月1日）
- ABCミュージック21（ABCラジオ、パーソナリティ、2008年4月-9月）
- ザ・プラン9のとびだしNSC!（YES-fm、-2008年11月）
- 桜・稲垣早希の楽園Dガールズ（YES-fm、2009年11月-2010年3月）

（安田のみ）
- ヨシモト*chatterbox!火曜日（YES-fm）

### 舞台
（キンチャクとして）
- よる芝居「mrcr,ktkr.　―メリクリ、キタコレ。―」（2009年12/22（火）、23（水）、25（金）、京橋花月）
- お〜い！久馬(ザ・プラン9) X 劇団赤鬼『決戦！！ひなた荘』「Ghost vs Busters」作・演出：久馬歩(ザ・プラン9)　（2010年4月23日-25日、ABCホール)
- お〜い！久馬(ザ・プラン9) X 劇団赤鬼『決戦！！ひなた荘』「Busters vs Ghost」作・演出:高見健次・川浪ナミヲ（劇団赤鬼）　（2010年4月23日-25日、ABCホール)

（浅本のみ）
- よる芝居「及川クリーンカンパニ－」（2009年10月3日(土)、4日(日)、京橋花月）

### DVD
- ようこそ桜の季節へ(2009年12月23日 発売)